# SBC伊那ラジオ中継局
SBC伊那ラジオ中継局（エスビーシーいなラジオちゅうけいきょく）は、長野県伊那市にある信越放送の中波放送中継局である。

## 概要
- 当中継局は、伊那市上の原6002-4番地の標高700m地点に置かれ、伊那地域などへ電波を発射している。
- なお、管内にあるテレビ中継局については伊那中継局を、NHK長野放送局の中波放送中継局についてはNHK伊那ラジオ中継放送所をそれぞれ参照の事。

## 送信施設概要
| 放送局名    | 旧コールサイン | 周波数  | 空中線電力 | 放送対象地域 | 放送区域内世帯数 | 空中線形式           |
| ----------- | -------------- | ------- | ---------- | ------------ | ---------------- | -------------------- |
| SBC信越放送 | JOCW           | 1098kHz | 100W       | 長野県       | 約-世帯          | 三方六段支線式円柱管 |